# Psychotria veracruzensis
Psychotria veracruzensis là một loài thực vật có hoa trong họ Thiến thảo. Loài này được Lorence & Dwyer miêu tả khoa học đầu tiên năm 1987.